# Габриэль (циклон)
Циклон «Габриэль» (англ. Cyclone Gabrielle) — мощный тропический циклон, повлиявший на Новую Зеландию и остров Норфолк в феврале 2023 года.
Из-за приближающегося циклона Габриэль остров Норфолк объявил красный сигнал тревоги, а на Северном острове Новой Зеландии было выдано предупреждение о сильном дожде и ветре. Чрезвычайное положение, уже действовавшее в Окленде и Короманделе в результате наводнений на Северном острове 2023 года, было продолжено, а в других районах объявлены новые режимы чрезвычайного положения. Новая Зеландия начала ощущать последствия циклона 12 февраля, и они все ещё продолжаются, а 14 февраля в стране было объявлено чрезвычайное положение.

## Метеорологическая история
6 февраля Австралийское бюро метеорологии (BoM) сообщило, что тропический минимум 14U развился в муссонной впадине низкого давления над северо-восточной частью Кораллового моря вблизи Соломоновых островов.

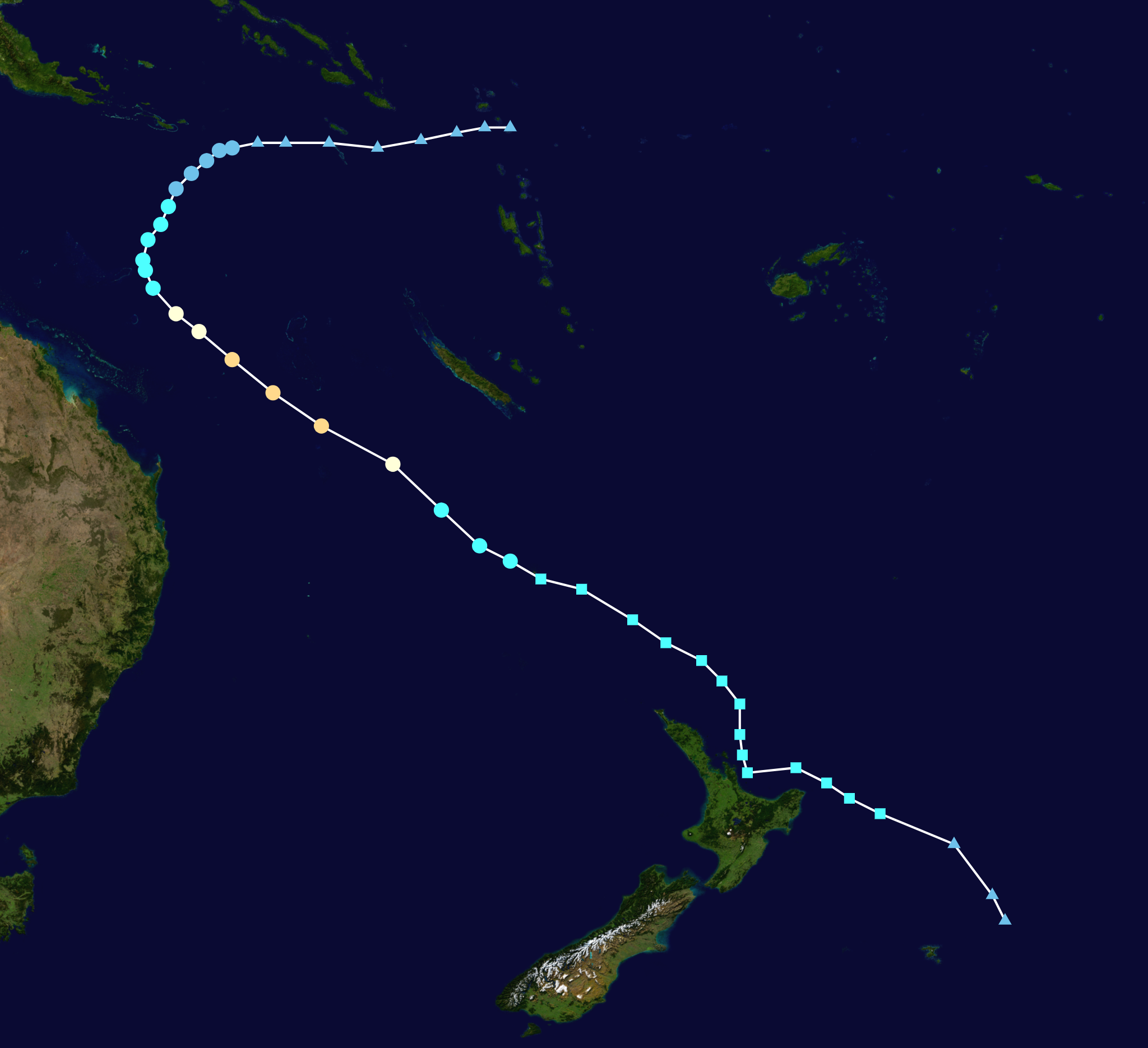
Карта пути и интенсивности Циклона Габриэль

На этом этапе система была расположена в благоприятной среде для дальнейшего развития с низким вертикальным смещением ветра 10-30 км/ч (5-15 миль/час) и теплой температурой поверхности моря 29-30 °C (84-86 °F). В течение следующих нескольких дней система постепенно развивалась дальше, двигаясь на юго-запад вдоль хребта высокого давления в Квинсленде, Австралия, Объединенный центр предупреждения о тайфунах инициировал предупреждение и классифицировал его как тропический циклон 12P в течение 8 февраля. Приблизительно в то же время BoM сообщил, что тропический минимум перерос в тропический циклон 1 категории по шкале интенсивности австралийских тропических циклонов и назвал его Габриэль.
Габриэль медленно дрейфовал к югу, пока глубокая конвекция консолидировалась, и циклон был повышен до тропического циклона 2 категории, тогда как JTWC модернизировал Габриэль до эквивалента циклона 1 категории с ветрами 120 км/ч (75 миль/час). К 18:00 UTC 9 февраля шторм продолжал усиливаться и стал тропическим циклоном 3 категории. Позже на следующий день циклон впоследствии пересек 160° в. д., где он переместился из австралийского региона в бассейн южной части Тихого океана, где стал эквивалентным циклону 2 категории Габриэль начал ощущать усиление северо-западного вертикального смещения ветра, JTWC снизил его до 1 категории.. 10 февраля Габриэль перешла в зону ответственности MetService. JTWC также прекратил предупреждение в системе около 21:00 UTC в тот день. Метеорологическая служба снизила категорию Габриэль к тропическому циклону 2 категории. В течение 11 февраля, после того, как Габриэль прошла непосредственно над островом Норфолк, BoM и MetService сообщили, что Габриэль перешла в глубокий субтропический шторм.

## Подготовка

Циклон Габриэль усиливается у побережья Австралии 8-9 февраля

### Остров Норфолк
Австралийская территория острова Норфолк объявила красный уровень тревоги из-за приближения Габриэля, причем центр шторма, по прогнозам, пройдет над островом или приблизится к нему. Австралийские военные и экстренные службы были готовы к реагированию. Управление по чрезвычайным ситуациям острова Норфолк (EMNI) разослало предупреждения в субботу днем, посоветовав людям оставаться внутри и объявив, что большинство предприятий закроются.

### Новая Зеландия
Многочисленные предупреждения о сильном дожде и ветре были изданы на Северном острове Новой Зеландии, когда Габриэль приближалась к стране, в том числе красное предупреждение о сильном дожде в Нортленде, Окленде, Короманделе, Гисборне и Хокс-Бей, а также красное предупреждение о сильном ветре Нортленд, Окленд, Коромандели, и Таранаки. В течение 9 февраля чрезвычайное положение, уже действовавшее в Окленде и Короманделе в результате предыдущих наводнений, было продолжено в ожидании приближения Габриэль тогда как 12 февраля в Нортленде было объявлено чрезвычайное положение. Многие жители верхнего Северного острова, пострадавшие от предыдущих наводнений, тщательно подготовились к циклону, в то время как экстренные службы находились в состоянии повышенной готовности. Жителей предупредили о вероятности отключения электроэнергии и предложили людям снять немного наличных денег.
Людей поощряли запасы на три дня. Air New Zealand отменила многие внутренние и международные рейсы из-за приближения циклона, а Bluebridge и Interislander отменили паромные переправы через пролив Кука. Министерство образования посоветовало школам Окленда закрыться, но решение осталось за отдельными попечительскими советами. Все школы в Таранаке были закрыты 14 февраля. Премьер-министр Крис Хипкинс сказал, что граждане страны должны серьёзно отнестись к предупреждению о суровой погоде и убедиться, что они готовы. Некоторые власти власти сравнивают вероятное влияние Габриэль с последствиями циклона Хола 2018 года и разрушительного циклона Бола 1988 года.